# Hans-Paul Leithäuser
Hans-Paul Leithäuser (* 25. Juni 1895 in Schöller; † 22. Juli 1943) war ein deutscher Konteradmiral der Kriegsmarine.

## Leben
Hans-Paul Leithäuser trat am 1. April 1914 in die Kaiserliche Marine ein. Als Seekadett und Fähnrich zur See war er auf der Schlesien. Am 13. Juli 1916 folgte hier auch seine Ernennung zum Leutnant zur See. Von Januar 1916 bis September 1916 absolvierte er unterschiedliche Ausbildungskurse. Ab Juni 1917 war er dann bis Kriegsende Kommandeur des Torpedobootes T 128 bei der Nordseevorpostenflottille und zeitgleich dort Adjutant und Flottillen-Torpedooffizier.
Nach dem Krieg wurde er in die Reichsmarine übernommen und wurde hier am 28. September 1920 Oberleutnant zur See. Ab dem Wintersemester 1923/24 war er für zwei Jahre für ein technisches Studium (vertiefende Ausbildung im Bereich des Artilleriewesens) an die TH Berlin kommandiert. Am 1. Oktober 1926 wurde er Kapitänleutnant und war 1931 in der Marinewaffenabteilung im Allgemeinen Marineamt des Reichswehrministeriums.
1936 war er als Korvettenkapitän (Beförderung am 1. April 1934) Leiter des Artillerieversuchskommandos für Schiffe in Kiel. Von Oktober 1938 bis November 1939 war er Kommandant des Artillerieschulschiffs Brummer und wurde in Position zum Kapitän zur See befördert. Anschließend war er bis März 1943 Abteilungschef von A II im Artillerie-Waffenamt (AWa) im OKM. Ab April 1943 war er ab 1. Juni 1943 als Konteradmiral bis zu seinem Tod Kommandant der Seeverteidigung Attika.